# سرجيوس الرابع من نابولي
سرجيوس الرابع (توفي بعد 1036) كان دوق نابولي 1002-1036. كان أحد المحفزات الرئيسية في نمو قوة النورمان في جنوب إيطاليا في النصف الأول من القرن الحادي عشر. كان اسميًا تابعًا بيزنطيًا مثل والده من قبله.